# Gonçalo Franco
Gonçalo Baptista Franco (Porto, 17 novembre 2000) è un calciatore portoghese, centrocampista dello Swansea City.

## Caratteristiche tecniche
È un centrocampista offensivo.

## Carriera

### Club
Cresciuto nel settore giovanile del Leixões, ha debuttato fra i professionisti il 4 gennaio 2020 giocando l'incontro di Segunda Liga perso 1-0 contro il Penafiel. Il 1º settembre seguente è stato acquistato a titolo definitivo dal Moreirense, e venti giorni dopo ha debuttato in Primeira Liga sostituendo Alex Soares nei minuti finali dell'incontro vinto 2-0 contro il Farense.

### Nazionale
Ha giocato nella nazionale portoghese Under-20.

## Statistiche
Statistiche aggiornate al 26 ottobre 2020.

### Presenze e reti nei club
| Stagione        | Squadra         | Campionato      | Campionato | Campionato | Coppe nazionali | Coppe nazionali | Coppe nazionali | Coppe continentali | Coppe continentali | Coppe continentali | Altre coppe | Altre coppe | Altre coppe | Totale | Totale | Totale |
| Stagione        | Squadra         | Comp            | Pres       | Reti       | Comp            | Pres            | Reti            | Comp               | Pres               | Reti               | Comp        | Pres        | Reti        | Pres   | Reti   |        |
| --------------- | --------------- | --------------- | ---------- | ---------- | --------------- | --------------- | --------------- | ------------------ | ------------------ | ------------------ | ----------- | ----------- | ----------- | ------ | ------ | ------ |
| 2019-2020       | Leixões         | LdH             | 6          | 0          | CP+CdL          | 0               | 0               |                    | -                  | -                  |             | -           | -           | 6      | 0      |        |
| 2020-2021       | Moreirense      | PL              | 4          | 0          | CP              | 0               | 0               |                    | -                  | -                  |             | -           | -           | 4      | 0      |        |
| Totale carriera | Totale carriera | Totale carriera | 10         | 0          |                 | 0               | 0               |                    | -                  | -                  |             | -           | -           | 10     | 0      |        |

## Palmarès

### Club

#### Competizioni nazionali
- Segunda Liga: 1

Moreirense: 2022-2023